# Manfredi (Vorname)
Manfredi ist ein männlicher Vorname, eine italienische Form des Namens Manfred.

## Namensträger
- Manfredi Beninati (* 1970), italienischer Künstler
- Manfredi Gravina (1883–1932), italienischer Graf, Marineoffizier und Diplomat
- Manfredi Nicoletti (1930–2017), italienischer Architekt
- Manfredi Rizza (* 1991), italienischer Kanute
- Manfredi Romano (* 1970), italienischer DJ